# Gurktaler Alpen
Die Gurktaler Alpen sind eine Gebirgsgruppe der zentralen Ostalpen in Österreich zwischen der Mur im Norden und der Gurk im Süden. Sie reichen im Westen bis etwa zum Millstätter See  und im Osten bis zum Neumarkter Sattel (nordnordwestlich von  Neumarkt in der Steiermark). Höchster Gipfel ist der steirische Eisenhut (2441 m).
In der Bedeutung als Landschaft wird das südlich anschließende, bis zur Drau reichende Klagenfurter Becken mit weiteren kleineren Bergzügen und mit den meisten Kärntner Seen zu den Gurktaler Alpen hinzugezählt.

## Gliederung

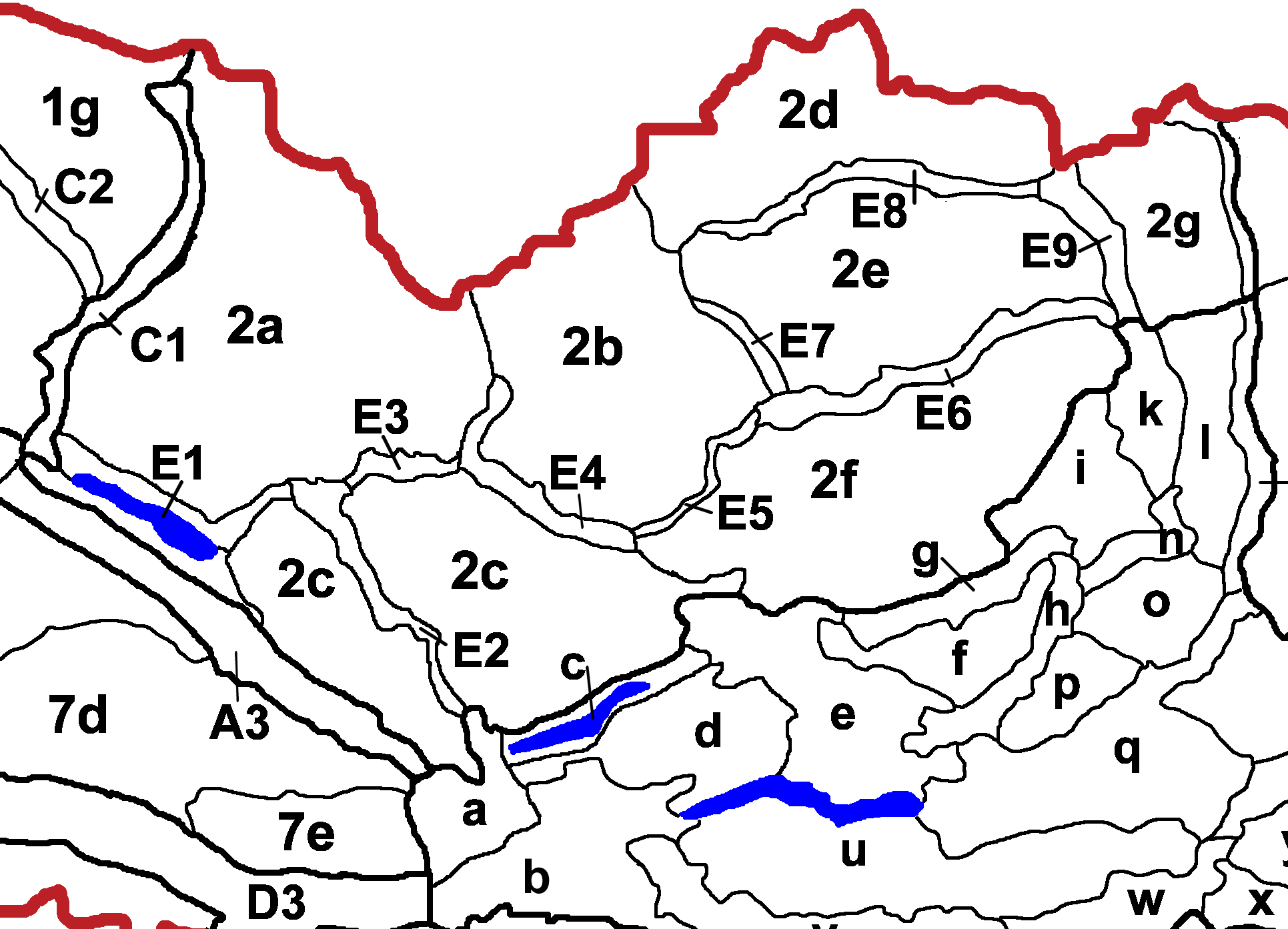
Gliederung der Gurktaler Alpen

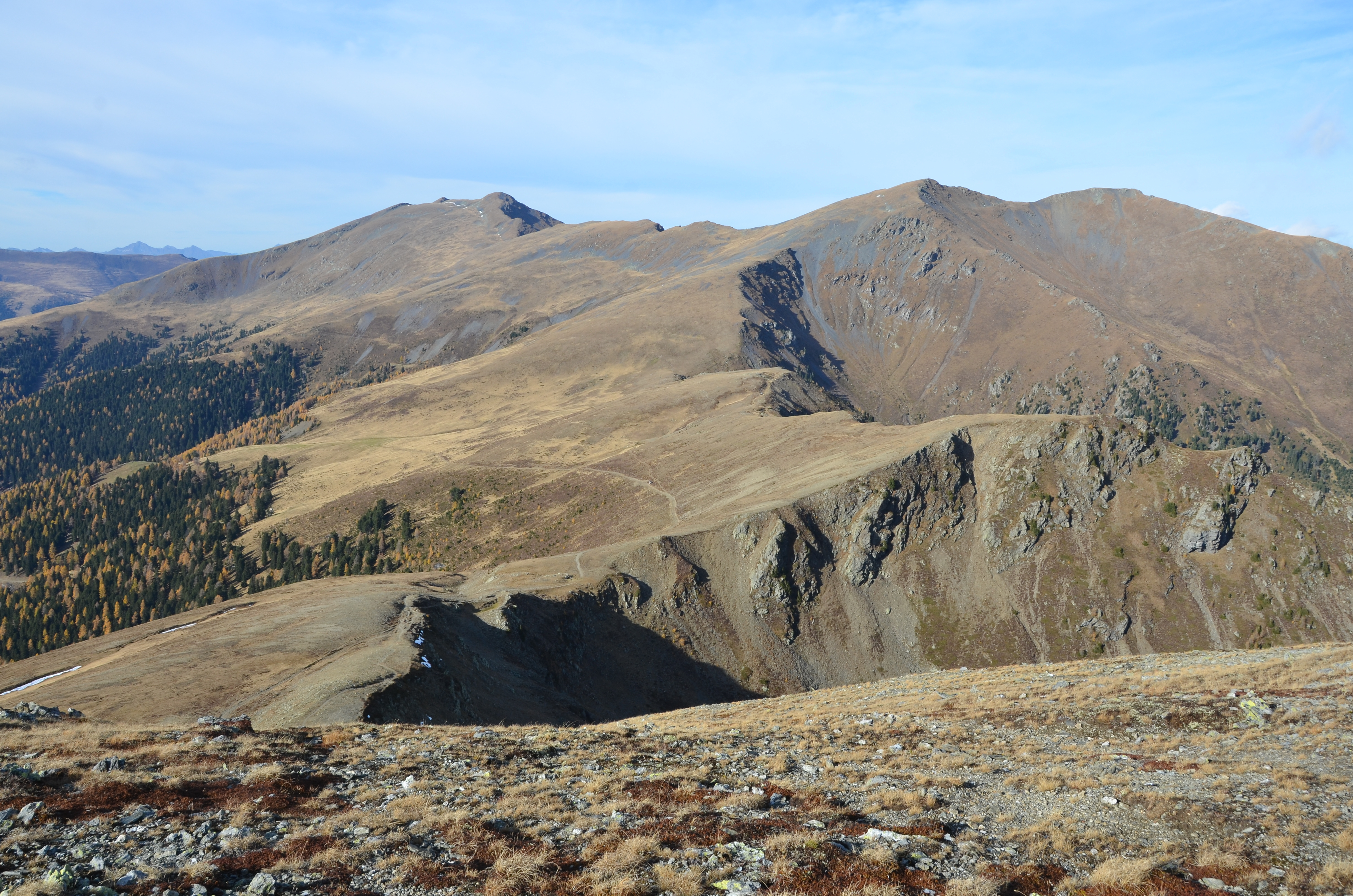
Eisenhut und Wintertalernock

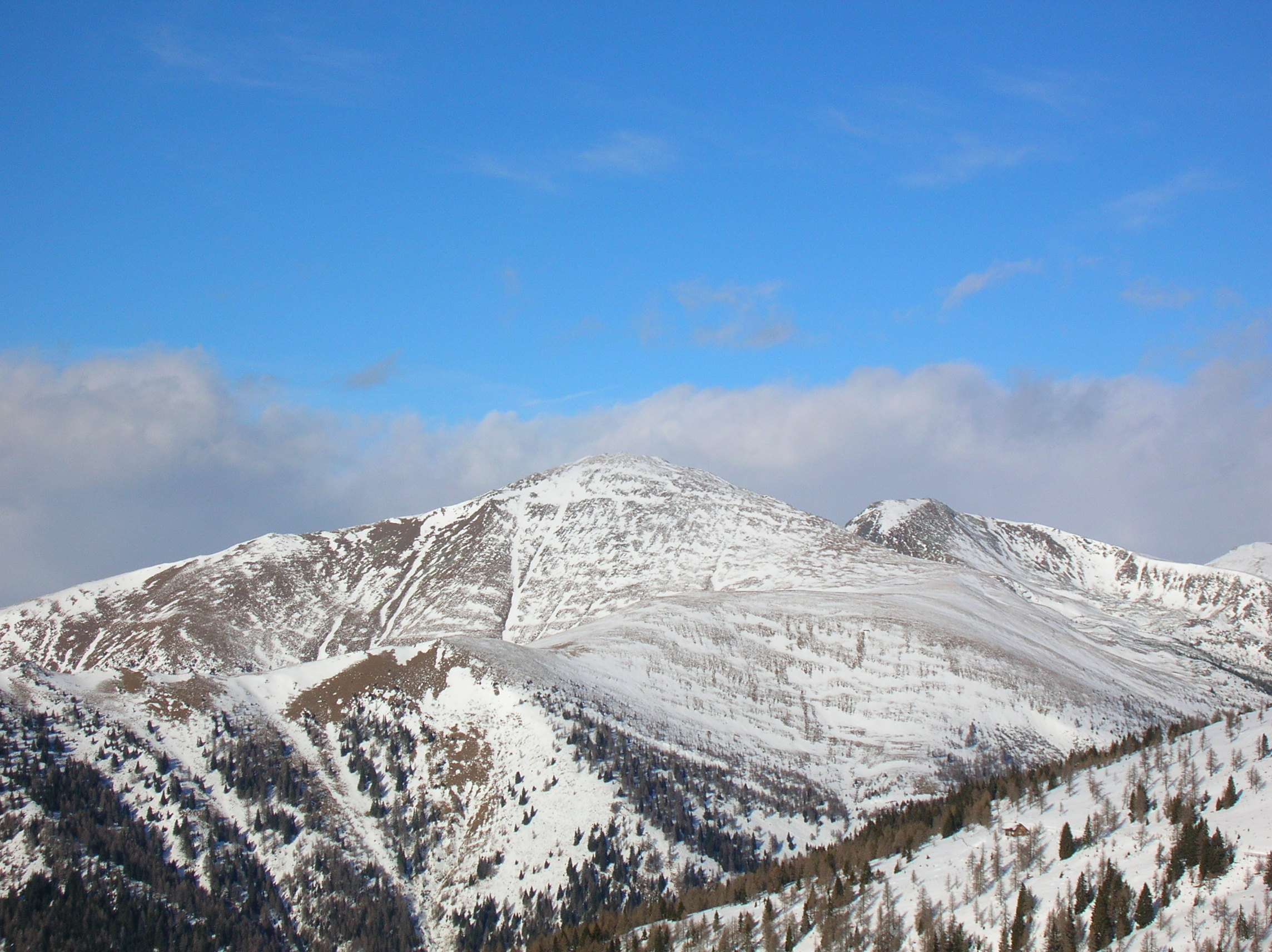
Großer Rosennock, im Hintergrund der Kleine Rosennock

Die Gurktaler Alpen können in fünf Gruppen untergliedert werden:
- 2a – 2c Die Nockberge liegen zwischen Liesertal und Flattnitzer Höhe. Der höchste Gipfel ist der Eisenhut (2441 m).
- 2d Die Metnitzer Berge liegen zwischen Mur- und Metnitztal. Der höchste Gipfel ist der Goldachnock (2171 m).
- 2e Der Mödringbergzug liegt zwischen Metnitz- und Gurktal. Die höchste Erhebung bilden die Dorferecken (1726 m).
- 2f Die Wimitzer Berge liegen zwischen Gurk- und Glantal und werden von der Wimitz durchflossen. Die höchsten Gipfel sind der Schneebauerberg und das Hocheck (jeweils 1338 m).

Den südlichen Abschluss der Gurktaler Alpen bildet das Klagenfurter Becken. Hier finden sich sieben weitere kleinere Bergzüge:
- o Magdalensberg: Diese Gruppe hebt sich im Westen deutlich vom Zollfeld ab und östlich vom Gurktal und dem Klagenfurter Feld. Südwestlich geht sie in das Maria Saaler Hügelland über. Nördlich schließen jenseits von Gurk und Launsdorfer Senke das St. Veiter Hügelland sowie das Brückler Bergland an. Höchster Gipfel ist der Lippekogel (1079 m). Bekannter ist der namensgebende Magdalensberg.
- d Ossiacher Tauern (Taubenbühel 1069 m)
- f Glantaler Bergland: Diese Gruppe ist nördlich und südöstlich durch Glantal und Zollfeld abgeschlossen. Südwestlich besteht ein fließender Übergang zum Feldkirchen-Moosburger Hügelland. Höchster Gipfel ist der Ulrichsberg (1022 m).
- u Sattnitz (Tanzboden, 929 m)
- e Feldkirchen-Moosburger Hügelland: Im Norden besteht eine klare Grenze durch die Täler von Glan und Tiebel, die einander in Feldkirchen auf wenige hundert Meter nahekommen. Ebenso markant ist als Südgrenze der Wörthersee. Im Südosten bilden Zollfeld und Klagenfurter Feld den Abschluss. Westlich und nordöstlich gibt es fließende Übergänge zu den Ossiacher Tauern und dem Glantaler Bergland. Höchste Erhebung ist der Freudenberg (817 m), auf dessen Südseite der gleichnamige Weiler Freudenberg befindet.
- i St. Veiter Hügelland: Östlich durch das Krappfeld abgegrenzt und südlich durch Launsdorfer Senke und Glantal. Nordwestlich besteht ein fließender Übergang zu den Wimitzer Bergen. Höchster Berg ist der Buchberg (808 m).
- p Maria Saaler Hügelland: Zwischen Zollfeld im Westen und Klagenfurter Feld im Süden und Osten. Nordöstlich besteht ein fließender Übergang zur Magdalensberggruppe. Höchste Erhebung ist der Maria Saaler Berg (746 m).
- l Brückler Bergland: Zwischen Krappfeld und Görtschitztal. Südlich durch die Gurk abgegrenzt. Nördlich ein fließender Übergang zum Guttaringer Bergland.
- 2g Guttaringer Bergland: Zwischen Krappfeld und Görtschitztal, nördlich des Brückler Berglandes.

Gelegentlich werden die Gurktaler Alpen, geologisch nicht fundiert, mit den östlich anschließenden Lavanttaler Alpen zu den Norischen Alpen zusammengefasst.

## Geologie
Die Gurktaler Alpen bestehen im Wesentlichen aus drei Tektonischen Decken: zu tiefst die „Glimmerschiefer-Decke“, darüber die „Murau-Decke“ und oben die „Stolzalpen-Decke“. Beim „Zusammenschieben“ von Europa (i. w. S.), Afrika (i. w. S.) und des dazwischen liegenden ozeanischen Bereichs wurden die betroffenen, z. T. mehrere hundert Millionen Jahre alten Gesteinseinheiten übereinander geschoben und übereinander gestapelt. Die tiefste dieser Decken besteht in erster Linie aus Granatglimmerschiefern, die mittlere aus „Grünschiefern“ (umgewandelte vulkanische Gesteine), „Phyllite“ (umgewandelte tonige Ablagerungen) und Marmoren (umgewandelte Kalke), alles ursprünglich etwa 500 bis 400 Millionen Jahre alte Bildungen. Die höchste, die oberste Decke, die Stolzalpen-Decke, besteht aus ursprünglich etwa gleich alten Gesteinen, die aber weniger stark umgewandelt sind und die heute als Tonschiefer, „Meta-Vulkanite“ und Kalke vorliegen.
Die Gesteine der „Glimmerschiefer-Decke“ (auch „diaphthoritische Glimmerschiefer“) treten z. B. in der nächsten Umgebung von Straßburg auf und erstrecken sich von da bis in die Nähe von St. Jakob ob Gurk. Die Gesteine der höchsten Decke, der Stolzalpen-Decke treten z. B. bei Weitensfeld auf. Bereiche des Mödringbergzugs gehören der „Murau-Decke“ an. Es sind in erster Linie Grünschiefer und Phyllite, letztere ziemlich dunkel, ja schwarz, sog. Graphitphyllite. Einen Großteil der Flächen nehmen „ganz junge“ (jünger als 1 Mill. Jahre) Verwitterungsbildungen und Schuttbedeckungen ein.

## Wirtschaft und Tourismus

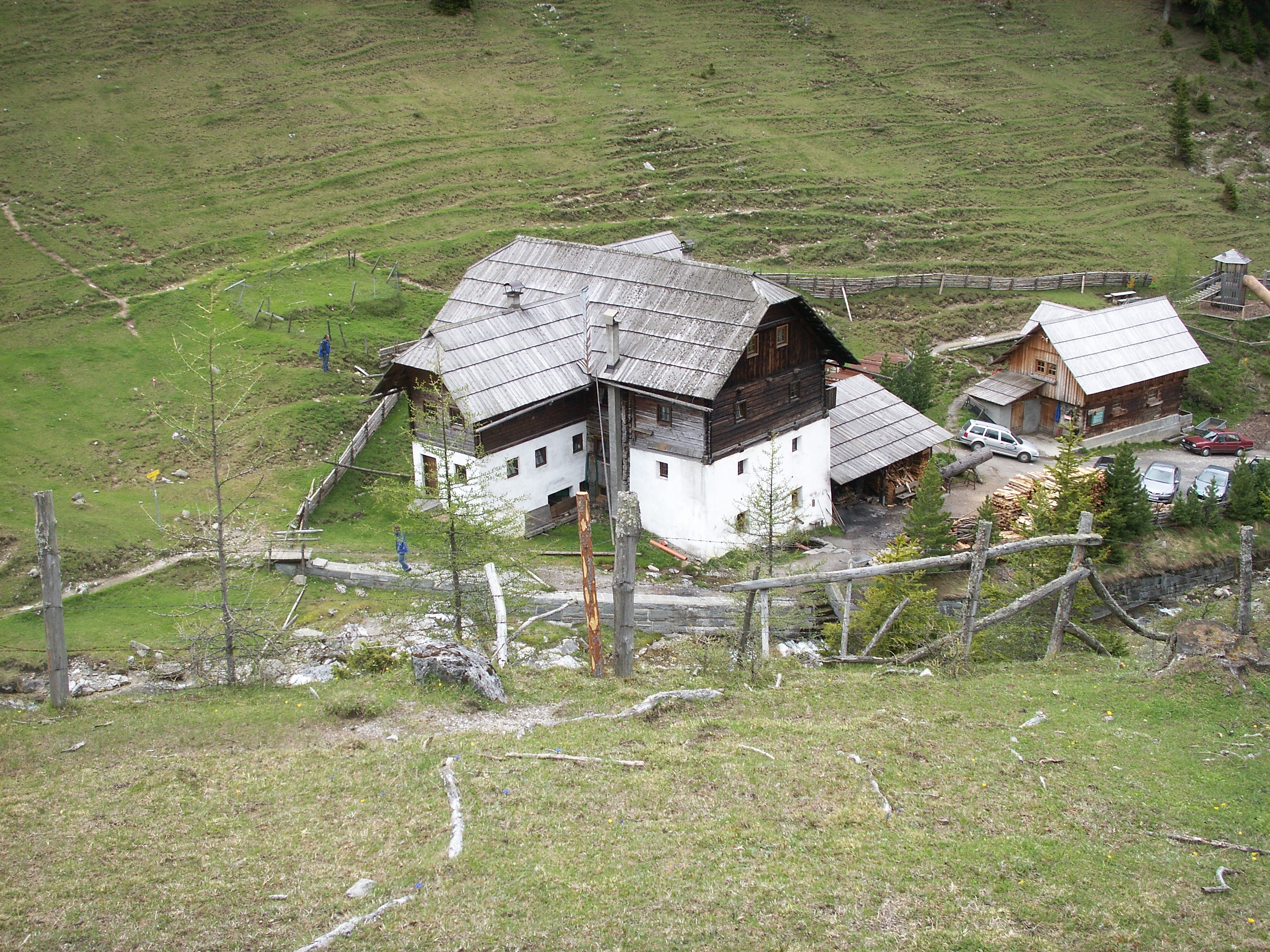
Karlbad

Aufgrund der sanften Landschaft wurde früher viel Almwirtschaft betrieben. Der Bergbau (Eisen; vgl.:Eisenhut und Silber) bestand durch Jahrhunderte, war jedoch nur in Radenthein ergiebig (Magnesitabbau der Fa. RHI AG).
Heute ist der Tourismus wichtigster Wirtschaftszweig. Die Täler der Gurktaler Alpen sind durch den Sommer- und vor allem den regen Wintertourismus gut erschlossen. Prominenteste Fremdenverkehrsgemeinde ist Bad Kleinkirchheim, daneben Turracher Höhe (Gemeinden Predlitz-Turrach und Reichenau), Falkert (Gemeinde Reichenau) und Innerkrems (Gemeinde Krems in Kärnten), Flattnitz, Afritz und Katschberg (Gemeinde Rennweg am Katschberg). Die größten Schigebiete in den Nockbergen sind Katschberg-Aineck, Innerkrems-Schönfeld-Karneralm, Turracher Höhe und Gerlitzen  sowie Kreischberg in den Metnitzer Bergen.
Die Region Nockberge ist auch für ihre Heilquellen bekannt. Das Karlbad entlang der Nockalmstraße gilt als das älteste Bauernheilbad Österreichs. Die Art und Weise, wie die Bäder gemacht werden (Quellwasser und heiße Steine), ist seit dem 17. Jahrhundert unverändert. Durch die abgelegene Lage gibt es auch keine Elektrizität. Der Name des Bades lässt sich auf das kleine Kar (=Karl) zurückführen.

## Naturschutz

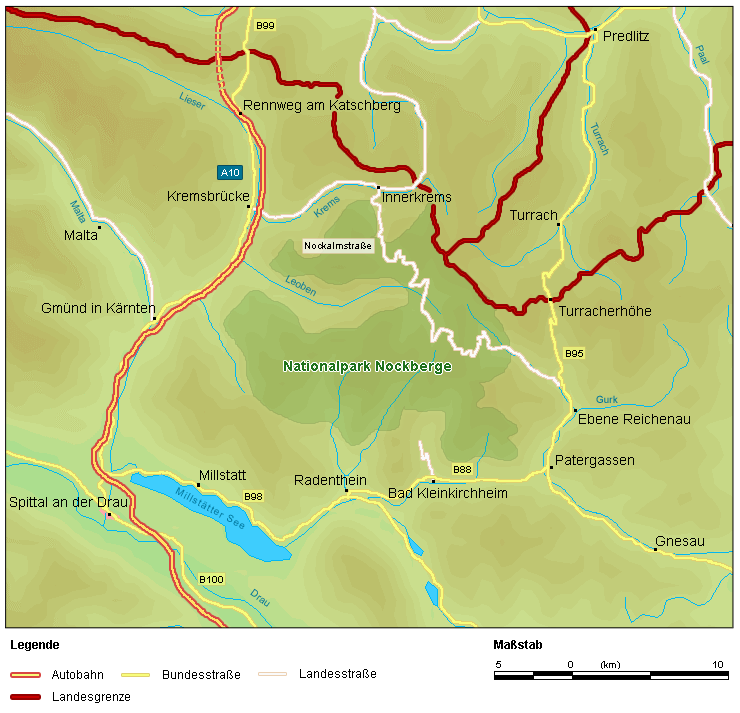
Übersichtskarte Nationalpark

Seit den 1980er-Jahren schlängelt sich die Nockalmstraße (bis 2049 m ü. A.) als Aussichtsstraße vom Gurktal in die Innerkrems. Dieses Gebiet wurde später zum Biosphärenpark Salzburger Lungau und Kärntner Nockberge. erklärt. Im Nordosten, zwischen Murau und dem Neumarkter Sattel, befindet sich der Naturpark Grebenzen.

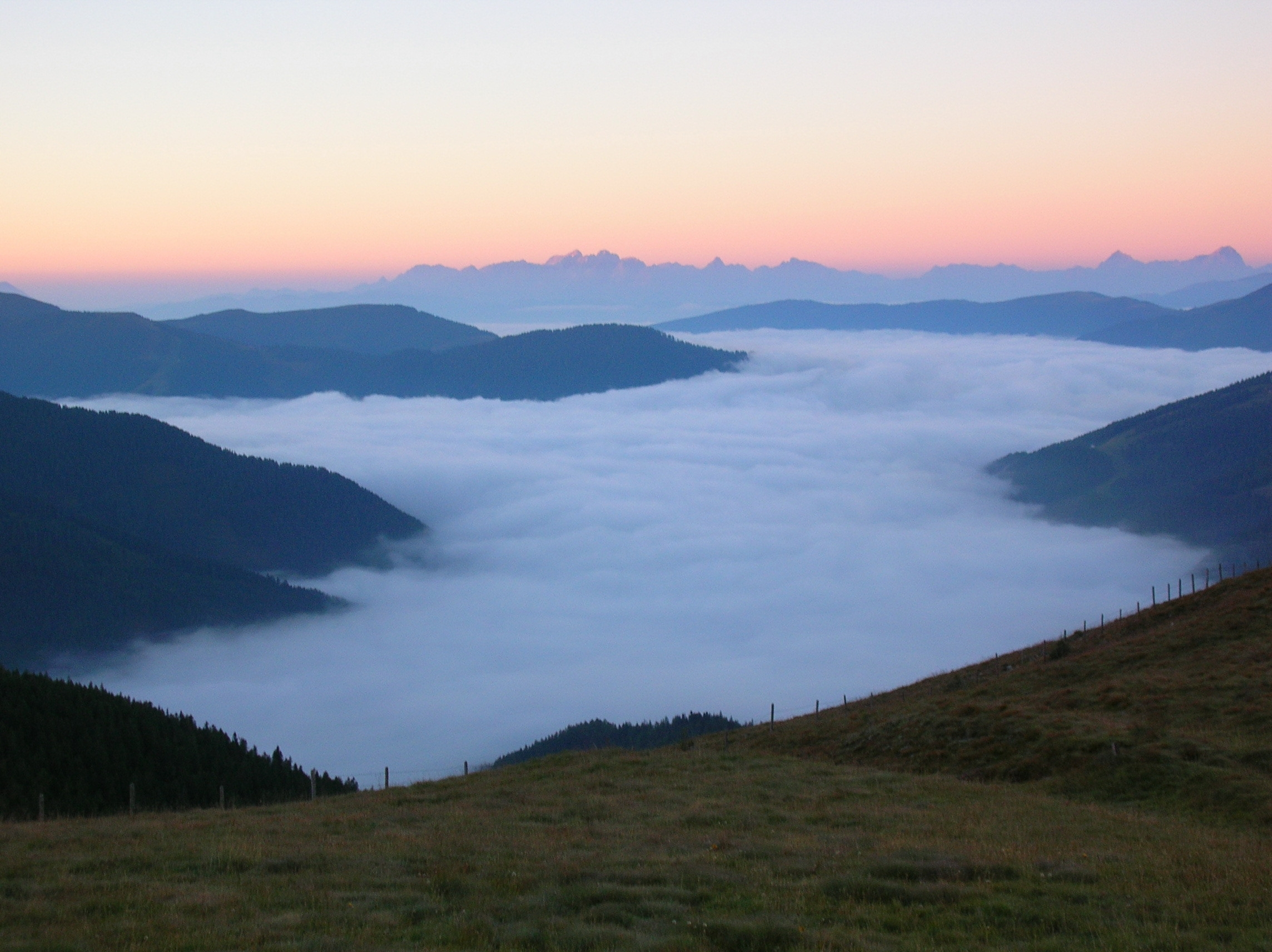
Nockberge, ein Spätsommermorgen in Blickrichtung Karnische Alpen
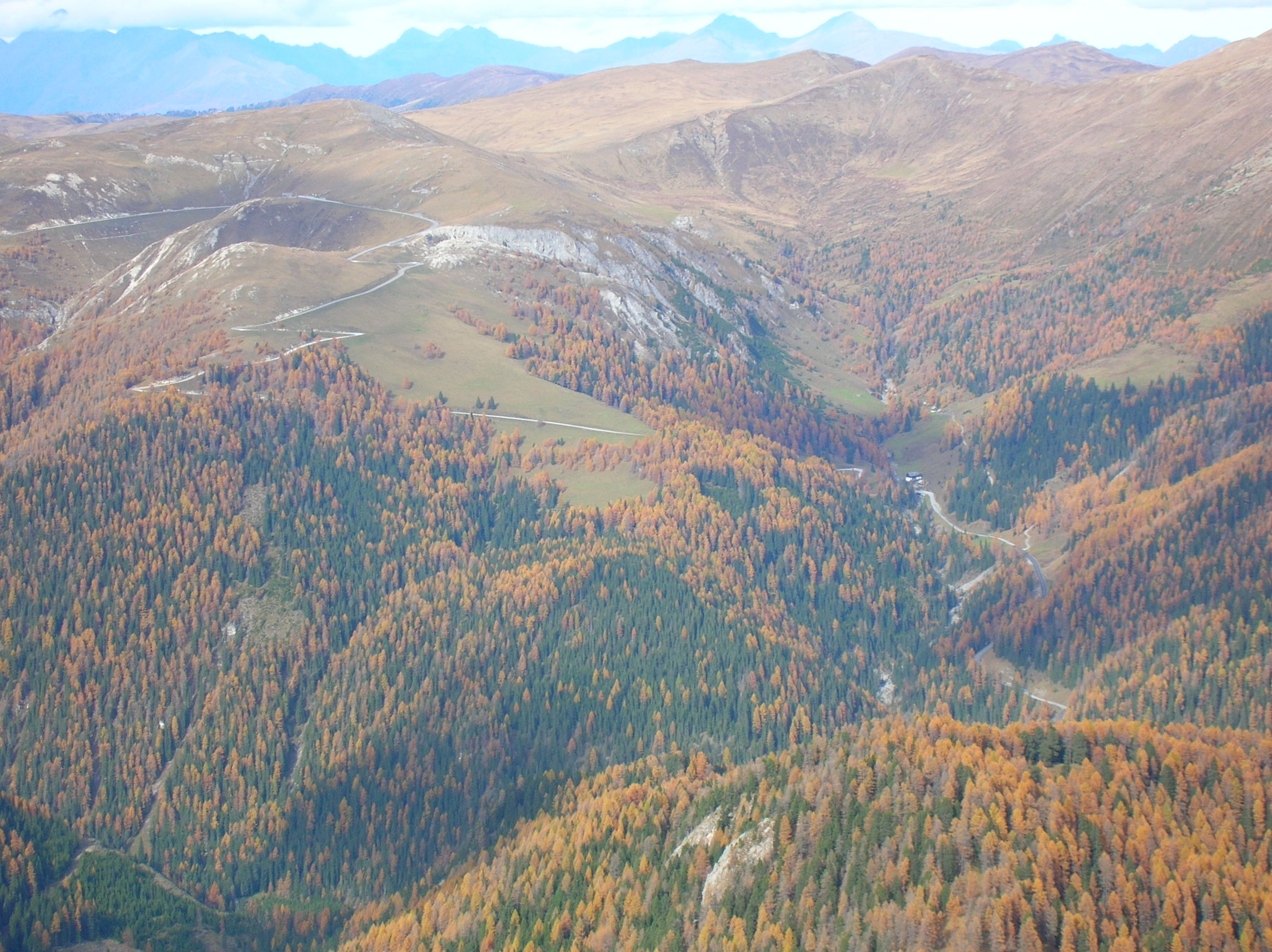
Nockberge im Bereich Nockalmstraße / Karlbad